# Megarcys watertoni
Megarcys watertoni és una espècie d'insecte plecòpter pertanyent a la família dels perlòdids.

## Hàbitat
En el seu estadi immadur és aquàtic i viu a l'aigua dolça, mentre que com a adult és terrestre i volador (de l'abril a l'agost).

## Distribució geogràfica
Es troba a Nord-amèrica: l'oest del Canadà (Alberta i la Colúmbia Britànica) i el nord-oest dels Estats Units (Idaho, Wyoming i Montana), incloent-hi les muntanyes Rocoses.